# غوشنة حلوة

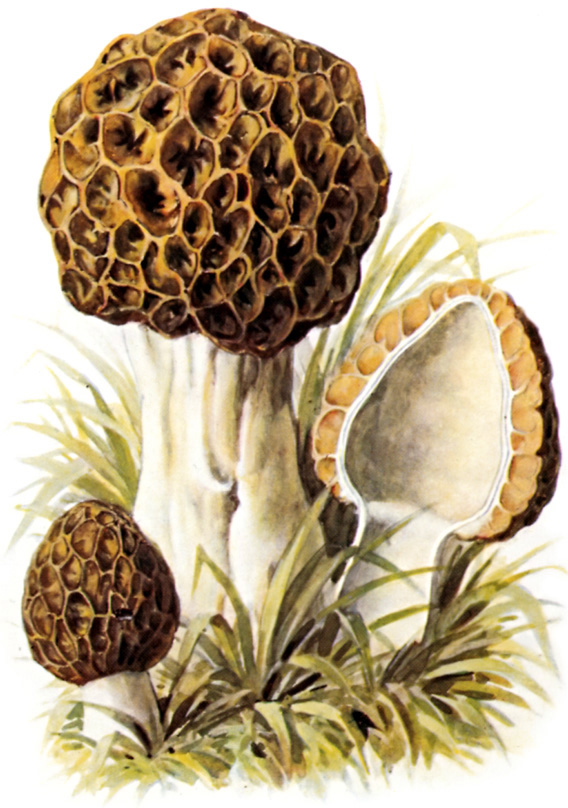
رسم لفون ألبين شمالفوز, 1897

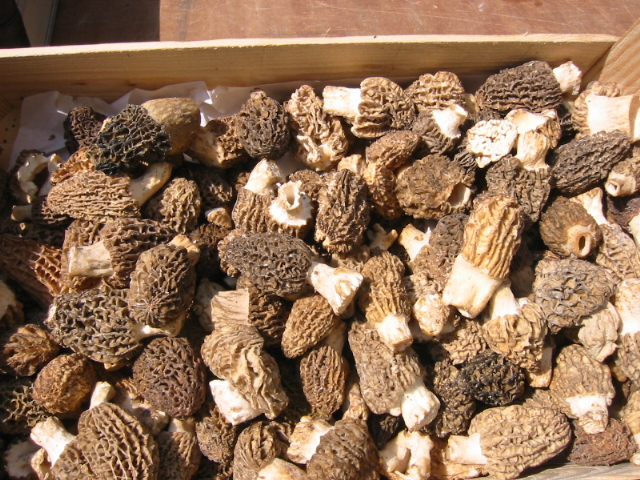
غوشنات محصودة

الغُوْشَنَة الحُلْوَة، أو الغُوْشَنَة الشائِعَة  (الاسم العلمي: Morchella esculenta) هي نوع من الفطريات يتبع جنس الغوشنة من الفصيلة الغوشنية.